# BR-163
A BR-163 é uma rodovia longitudinal do Brasil. Possui 3269,3 km em sua extensão total; seu trecho principal liga as cidades de Tenente Portela, no Rio Grande do Sul, a Santarém, no Pará, existindo ainda um trecho complementar localizado entre as cidades de Oriximiná e Óbidos, ambas também no Pará. É uma das principais rodovias do interior do Brasil juntamente com a BR-158 e BR-364.
É uma rodovia que integra o Sul ao Centro-Oeste e Norte do Brasil. Tem fundamental importância para o escoamento da produção da parte paraense da Região Norte e norte da Região Centro-Oeste do Brasil. Em 20 de março de 2014, dois trechos da rodovia foram entregues a iniciativa privada por meio de concessões de 30 anos, como parte da terceira etapa do Programa de Investimentos em Logística do Governo Federal, lançado em 2012. São eles o trecho que atravessa o estado de Mato Grosso e o trecho que atravessa o estado de Mato Grosso do Sul. Desde 2009 a BR-163 conta com o policiamento de mais 340 agentes da Polícia Rodoviária Federal (PRF), a qual já conta com bases espalhadas pela rodovia, além das que estão em fase de construção para receber os novos policiais. Estima-se que até 80% da estrada está repavimentada.

## História

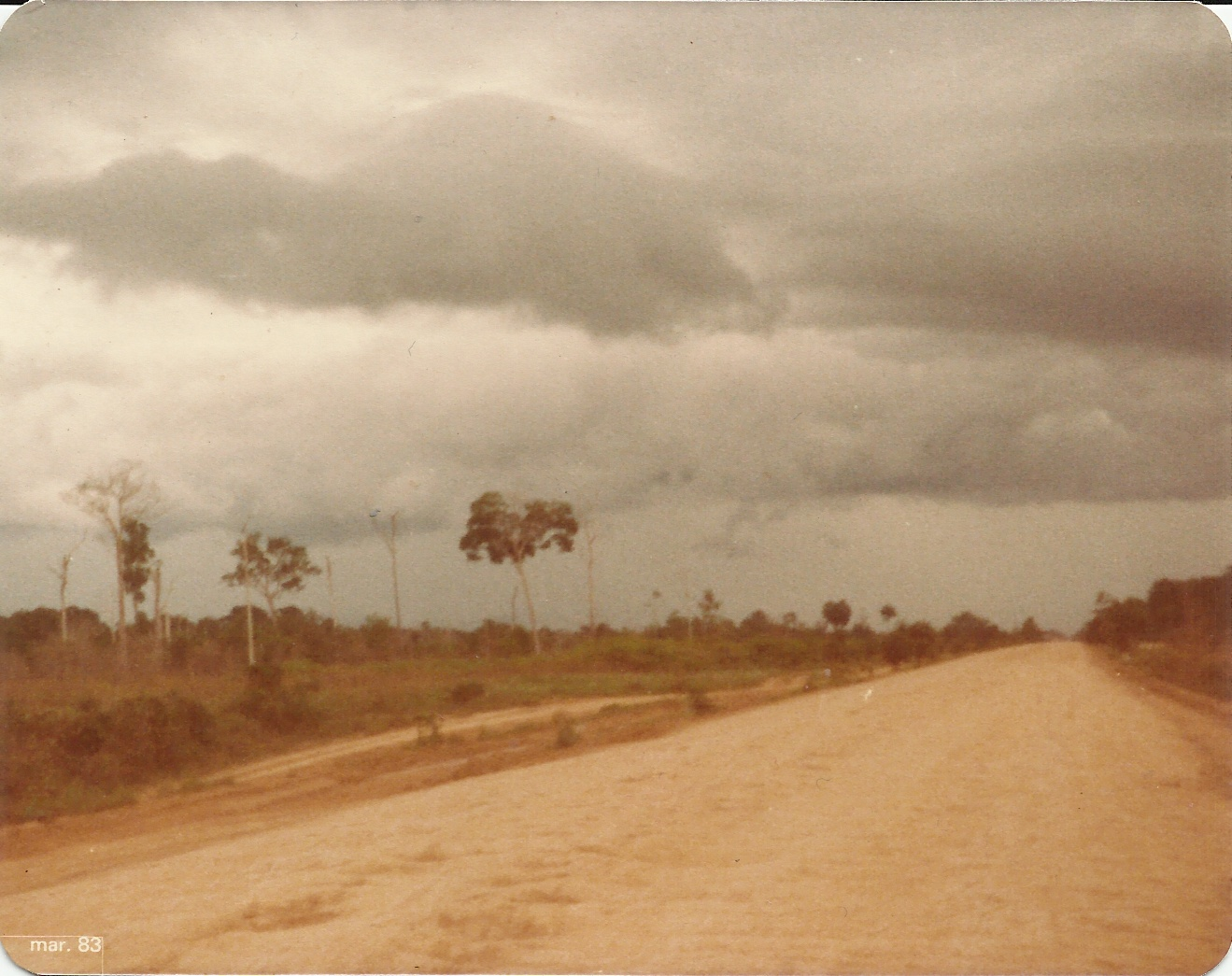
Trecho de terra da BR-163 em março de 1983.

Em 16 de junho de 1970, foi assinado pelo Governo Emílio Médici, a criação do Programa de Integração Nacional, com o objetivo de interligar as regiões Norte e Nordeste do Brasil através da infraestrutura rodoviária, econômica e social. As obras da rodovia iniciaram em 1971, com equipes de militares e civis contratados pelo 9º BEC sob o comando do Coronel José Meirelles e que seguiriam rumo ao Pará, e 8º Batalhão de Engenharia de Construção (8º BEC), instalado em Santarém, partiu na abertura da rodovia rumo a Mato Grosso. As duas equipes se encontrariam na Serra do Cachimbo, divisa dos dois estados, porém os militares mato-grossenses tiveram mais facilidade no trabalho, e avançaram um pouco mais do esperado.
Foi necessário a mobilização de 1.500 homens, entre civis e militares, na abertura do traçado da estrada em meio a Floresta Amazônica, onde os principais desafios era o isolamento, onde os suprimentos chegavam apenas de avião, ataque de onças e a malária, que acabou dizimando 32 homens durante a construção, entre 1971 e 1975. A BR-163 foi inaugurada em 20 de outubro de 1976, com a presença do presidente Ernesto Geisel, após o 9° e 8° BEC terem se encontrado no quilômetro 877, próxima a Cachoeira do Rio Curuá, no estado do Pará. Segundo o jornal O Estado do Mato Grosso, a obra custou 600 milhões de cruzeiros. Em 3 de maio de 1983, foi inaugurado o asfaltamento da BR-163 até Guarantã do Norte, pelo presidente João Figueiredo.
Por mais de 40 anos, grande parte da rodovia não era pavimentada no estado do Pará, sendo a maior parte do asfalto existente apenas da área urbana de Santarém até a cidade de Rurópolis. Por conta disso, os trechos de chão batido viravam grandes atoleiros em épocas de chuva, prejudicando o escoamento das safras agrícolas oriundas da região. Em setembro de 2016, o governo de Michel Temer assinou um convênio com o Exército Brasileiro para a finalização do asfaltamento, e os trabalhos iniciaram em agosto de 2017. Em novembro de 2019, foram concluídas as obras de pavimentação, sendo oficialmente inaugurada em 14 de fevereiro de 2020, pelo presidente Jair Bolsonaro e os governadores de Mato Grosso e Pará, Mauro Mendes e Helder Barbalho.

## Trajeto
Liga os estados do Rio Grande do Sul, Santa Catarina, Paraná, Mato Grosso do Sul, Mato Grosso e Pará. De Tenente Portela-RS até Cascavel-PR possui pista simples, com largura de 6,6m e acostamento reduzido. Esse trecho está em fase de alargamento. A partir de Cascavel em direção norte, a rodovia dá acesso também para Ponta Porã, Porto Murtinho (acessos para o Paraguai) e Corumbá (acesso para a Bolívia). A Cuiabá-Santarém (com 1780 km total) liga a capital de Mato Grosso, Cuiabá, a Santarém, no Pará. Essa rodovia compreende os seguintes trechos:

### No Pará
No estado do Pará a rodovia atravessa uma das regiões mais ricas do país em recursos naturais e potencial econômico, sendo marcada pela presença de importantes biomas brasileiros, como a Floresta Amazônica, o Cerrado e as áreas de transição entre eles, além de bacias hidrográficas importantes, como a do Amazonas, do Xingu e Teles Pires-Tapajós; no lado norte do Rio Amazonas, também existe um trecho de 103 km entre Oriximiná e Óbidos. 
No antigo Plano Nacional de Rodovias estava previsto que a rodovia deveria ter mais um trecho ligando Oriximiná até a localidade de Tiriós, próximo a fronteira com o Suriname, passando pelo distrito oriximinaense de Cachoeira Porteira e com uma interseção com a também planejada Rodovia Perimetral Norte. Alguns trechos chegaram a ser abertos, mas jamais foram concluídos e até hoje estão sem manutenção alguma.
O trecho do Pará liga a grande produção agropecuária brasileira oriunda do Centro-Oeste com os portos do Pará, possuindo uma gigantesca importância econômica para o Brasil. O trecho foi asfaltado somente em 2019, após décadas de resistência por parte de ambientalistas. Segundo estudos de EIA-RIMA do Governo Federal, o asfaltamento deste trecho pouco aumentará a degradação ambiental que já existia nas décadas nas quais a estrada era de terra, e ainda possibilitará melhor fiscalização da área. A melhoria econômica, com a maior facilidade de exportação de grãos, carne, entre outros produtos, será muito grande. 
- Início da rodovia próximo a Oriximiná - até o km 30 (43 km contíguos com a PA-254)
- Óbidos (fim do trecho do lado norte do Rio Amazonas)
- Santarém (início do trecho principal)
- Belterra
  - Acesso a Aveiro pela PA-435
- Rurópolis
  - Interseção com a BR-230
  - Acesso a Altamira e Marabá pela BR-230
- Itaituba (Distrito de Moraes de Almeida)
- Novo Progresso
- Altamira (Distrito de Castelo dos Sonhos)

### Em Mato Grosso

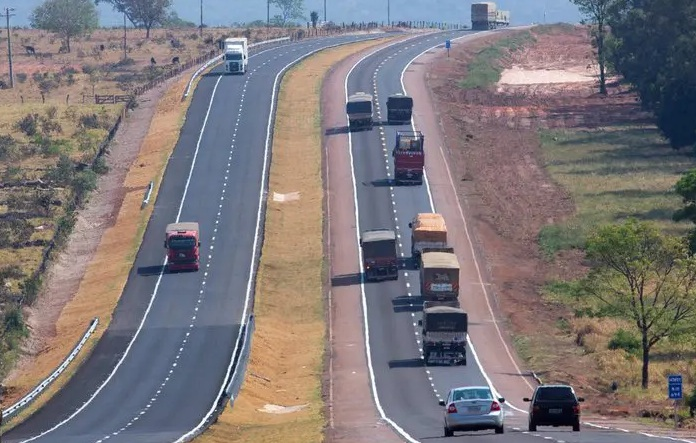
BR-163, trecho duplicado no Mato Grosso do Sul.

- Ver artigo Rodovias de Mato Grosso e Nova Rota do Oeste

Em 20 de março de 2014, a Concessionária Nova Rota do Oeste, empresa então Odebrecht TransPort (atual Novonor), assumiu a concessão da BR-163 no trecho Mato Grosso em 2023 o Governo do Estado de Mato Grosso, assumiu a concessão. Ao longo dos 30 anos de concessão, é de responsabilidade da Rota do Oeste a duplicação dos 453,6 km de pistas simples – os outros 400 km são de responsabilidade do DNIT - devendo ser construídos novos trevos, pontes, viadutos e entroncamentos . A rodovia é a principal rota de escoamento da safra de grãos do Estado, que é o principal produtor nacional.
Em março de 2016 foi entregue a duplicação de 117 km entre Rondonópolis e a divisa com o estado de Mato Grosso do Sul. 
Entre as cidades de Cuiabá e Rondonópolis, um trecho de 168 km foi duplicado pelo Governo Federal, entre 2014 e 2021. No final de 2018, foi inaugurada a duplicação no trecho entre as cidades de Cuiabá e Jaciara, de cerca de 100 quilômetros.  Em março de 2019, já havia 151 km duplicados.  Em agosto de 2021, a duplicação entre Cuiabá e Rondonópolis foi completamente concluída.
- Guarantã do Norte
  - Acesso a Novo Mundo e Alta Floresta pela MT-419
- Matupá
- Peixoto de Azevedo
- Terra Nova do Norte
  - Acesso a Nova Guarita e Alta Floresta pela MT-208
- Nova Santa Helena
  - Acesso a Colíder e Alta Floresta pela MT-320
- Itaúba
  - Acesso a Porto dos Gaúchos pela MT-220
- Sinop
  - Acesso a Santa Carmem pela MT-422
  - Acesso a Vera pela MT-225
- Sorriso
  - Acesso a Nova Ubiratã pela MT-242
- Lucas do Rio Verde
  - Acesso a Tapurah pela MT-449
- Nova Mutum
  - Acesso a Santa Rita do Trivelato pela MT-235
  - Acesso a Diamantino pela MT-010
- Nobres
- Rosário Oeste
  - Acesso a Barra do Bugres pela MT-246
- Jangada
  - Acesso a Acorizal
- Várzea Grande
  - Acesso a Cáceres, Nossa Senhora do Livramento e Poconé pela BR-070
- Cuiabá
  - Intersecção com a BR-364 e BR-070
  - Acesso a Chapada dos Guimarães
- Jaciara
  - Acesso a Dom Aquino e Campo Verde
- São Pedro da Cipa
- Juscimeira
- Rondonópolis
  - Acesso a BR-364 e BR-060
  - Acesso a Mineiros, Jataí, Rio Verde e Goiânia - GO
  - Acesso a Brasília - DF
  - Acesso a Itiquira pela MT-370

### Mato Grosso do Sul
- Ver artigo Rodovias de Mato Grosso do Sul e CCR MSVia

Em 2014, a rodovia foi privatizada no trecho Mato Grosso do Sul, sendo que o Grupo CCR venceu o leilão de concessão e iria operar todo trecho através da CCR MSVia por 30 anos, com obrigação de duplicar 847 km da rodovia. Em 2015, já havia começado as obras. Mas em 2020, a CCRMSVia simplesmente propôs à ANTT não realizar nenhuma duplicação, mas continuar cobrando pedágio normalmente, no mesmo preço. A empresa duplicou apenas pequenos trechos intermitentes ao longo do Estado, cerca de 120 dos 847 km. A rodovia tem papel fundamental no comércio, no turismo e principalmente na logística de transporte da agroindústria, pois é o principal corredor de exportação do estado de Mato Grosso do Sul para atingir os portos dos estados do Paraná e Santa Catarina. 
A rodovia dá acesso também para Ponta Porã, Porto Murtinho (acessos para o Paraguai) e Corumbá (acesso para a Bolívia).
- Sonora
  - Acesso a Pedro Gomes pela MS-215 e MS-418
- Coxim
- Rio Verde
  - Acesso a Aquidauana pela MS-427
- São Gabriel do Oeste
  - Acesso a Rio Negro pela MS-430
  - Acesso a BR-060
  - Acesso a Camapuã
- Bandeirantes
  - Acesso a Rochedo pela MS-244
- Jaraguari
- Campo Grande
  - Interceção com a BR-262 e BR-060
  - Acesso a Três Lagoas, Aquidauana e Corumbá pela BR-262
  - Acesso a Sidrolândia pela BR-060
- Nova Alvorada do Sul
  - Acesso a BR-267 (divisa com São Paulo)
- Rio Brilhante
  - Acesso a BR-267 (Maracaju e Jardim)
  - Acesso a Douradina pela MS-470
- Dourados
  - Intersecção com a BR-463
  - Acesso a Fátima do Sul pela MS-376
  - Acesso a Itaporã pela MS-156
  - Acesso a Bela Vista pela MS-270
  - Acesso a Ponta Porã pela BR-463
  - Acesso a Laguna Carapã pela MS-379
- Caarapó
  - Acesso a Amambai pela MS-156
- Juti
- Naviraí
  - Acesso a Ivinhema e Nova Andradina pela MS-141
  - Acesso ao distrito de Porto Caiuá pela MS-489/Intersecção com a BR-487
- Itaquiraí
  - Acesso a Icaraíma e Umuarama - PR pela BR-487
- Eldorado
  - Acesso a Amambai e Ponta Porã pela MS-295
- Japorã
- Mundo Novo

### No Paraná
No estado do Paraná a rodovia passa por importantes cidades como Cascavel, Toledo, Marechal Cândido Rondon e Guaíra. Trechos que estão em fase de duplicação.
Em 2020 havia um trecho de 74 km entre Cascavel e Marmelândia sendo duplicado. 
- Guaíra
  - Intersecção com a BR-272
- Mercedes
  - Acesso a Pato Bragado
- Marechal Cândido Rondon
- Quatro Pontes
- Toledo
  - Acesso a Palotina e Assis Chateaubriand pela PR-182 (A)
  - Acesso a São Pedro do Iguaçu e Santa Helena pela PR-182 (B)
- Cascavel
  - Intersecção com a BR-277 e BR-369
  - Acesso a Foz do Iguaçu e Campo Mourão pela BR-369
  - Acesso a Guarapuava, Ponta Grossa e Curitiba pela BR-277
- Santa Tereza do Oeste
- Lindoeste
- Santa Lúcia
  - Acesso a Boa Vista da Aparecida pela PR-484
- Capitão Leônidas Marques
- Capanema
- Planalto
  - Acesso a Realeza
- Pérola d'Oeste
- Pranchita
- Santo Antônio do Sudoeste
  - Acesso a Ampere
- Bom Jesus do Sul
- Barracão
  - Intersecção com a BR-280
  - Acesso a Palmas - PR

### Em Santa Catarina
No estado de Santa Catarina a rodovia ganha o status de centro rodoviário escoador do Brasil, mais notadamente a partir de São Miguel do Oeste. Asfalto tem buracos mal tapados. A sinalização horrível.
- Guarujá do Sul
- São José do Cedro
  - Acesso a Anchieta
- Guaraciaba
- São Miguel do Oeste
  - Intersecção com a BR-282
- Descanso
  - Acesso a Belmonte
- Iporã do Oeste
  - Intersecção com a BR-386
  - Acesso a Mondaí
- Itapiranga

### No Rio Grande do Sul
No estado do Rio Grande do Sul possui o menor trecho da BR-163 atendendo apenas três municípios. Único estado que esta rodovia não tem status centralizador.
- Barra do Guarita
- Vista Gaúcha
- Tenente Portela - Ponto extremo sul
  - Intersecção com a BR-472
  - Acesso a Frederico Westphalen